# T-50 (carro armato)
Il T-50 è stato un carro armato leggero studiato verso la fine degli anni trenta dall'Unione Sovietica come mezzo d'accompagnamento delle truppe appiedate. La gestazione del progetto durò dal 1938 al 1941, piagata da un motore potente ma decisamente inaffidabile: la produzione ebbe inizio soltanto con l'attacco tedesco del 22 giugno 1941 e totalizzò meno di settanta esemplari, sia a causa della complessità del progetto, sia perché decine di grandi stabilimenti industriali cruciali per la produzione bellica furono spostati oltre gli Urali.
Ben protetto da corazzature inclinate e armato con un cannone da 45 mm, il T-50 rimase un carro armato dai costi elevati e continuò a riscontrare problemi al propulsore. Combatté nella parte settentrionale del grande fronte orientale senza distinguersi per particolari qualità e fu presto rimpiazzato nel ruolo dai carri armati leggeri di nuova generazione T-60 e T-70, più economici. Attualmente qualche esemplare di T-50 sopravvissuto alla seconda guerra mondiale è conservato nel museo finnico di Parola e al Museo dei mezzi corazzati di Kubinka.

## Storia

### Sviluppo
Nella seconda metà degli anni trenta i comandi dell'Armata Rossa dovettero prendere atto come l'intera serie dei carri veloci BT, così come le migliaia di T-26 prodotte fossero sempre meno efficienti nel ruolo di appoggio fanteria non tanto per la dotazione offensiva, quanto per le esigue protezioni che li rendevano facili bersagli delle mobili armi anticarro su affusti ruotati. Per rimediare a simili carenze, nell'agosto 1938 fu ordinato di attivare gli ingegneri militari per la progettazione di un nuovo carro armato leggero da 14 tonnellate, armato con un cannone da 45 mm e dotato di corazzature di medio valore, paragonabili a quelle del T-34. L'incarico fu assunto nel 1939 da due aziende impiantate nella città di Leningrado: la fabbrica Voroshilov numero 174 e la fabbrica Kirov numero 185, altresì nota con la sigla LKZ. La prima azienda pose la propria squadra tecnica sotto il controllo dell'ingegnere I. Bushnevov, mentre l'altra ditta mise a capo del nuovo lavoro L.S. Troyanov.
Nel 1940 la Voroshilov presentò il prototipo T-126 SP/Object 126: costruito mediante saldatura, il carro presentava corazze spesse 37 mm su tutti i lati, con un'inclinazione compresa tra i 40° e i 57° rispetto a un asse verticale; il tetto arrivava a 20 mm. In torretta erano installati un cannone M1932/38 da 45 mm (scorta di 150 proietti) e una mitragliatrice Degtjarëv DT da 7,62 mm; nello scafo fu aggiunta una seconda arma dello stesso tipo su supporto a sfera. Il treno di rotolamento era composto da sei ruote portanti in acciaio con battistrada in gomma, vincolate a sospensioni a barre di torsione con un ammortizzatore; la trazione era anteriore, il peso di circa 17 tonnellate e il motore Diesel W-4 a 4 cilindri a V erogante 250 hp non permetteva di superare i 35 km/h su strada. Inoltre l'autonomia era modesta e l'abitabilità per l'equipaggio praticamente inesistente. Nello stesso periodo la fabbrica Kirov aveva anch'essa terminato il proprio prototipo Object 211, quasi identico al progetto concorrente: i due blindati (costruiti entrambi alla fabbrica no. 174) furono collaudati assieme verso la fine del 1940 e le prove furono vinte dal carro armato della Voroshilov che, per la prima volta nella storia dei carri leggeri sovietici, passò tutti i test con successo. Il 12 febbraio 1941 fu ufficialmente ammesso in servizio nell'esercito con il nome di "T-50". A causa di una certa somiglianza con l'assai più massiccio KV-1 il T-50 ricevette presto il soprannome Maly Klim, cioè "piccolo Kliment" in russo.

### Produzione
Dopo qualche ritocco, nell'aprile 1941 il T-50 fu pronto per la fabbricazione in massa e i comandi fecero l'incredibile ordinativo di 14 000 esemplari alla fabbrica no. 174. Eppure non un solo carro armato fu costruito prima dell'invasione tedesca del 22 giugno 1941: la complessità tecnica del veicolo, i costi elevati e i problemi riscontrati con il motore suscitarono perplessità. L'attacco della Germania fece accantonare questi dubbi e la Kirov iniziò immediatamente la produzione; dovette però interrompere i lavori dopo neanche due mesi, perché l'avanzata tedesca aveva già messo in pericolo Leningrado e la dirigenza sovietica aveva ordinato l'evacuazione in massa delle industrie verso est: ad agosto gran parte della fabbrica no. 174 fu trasferita a Omsk e le sezioni rimanenti furono ridislocate a Nižnij Tagil e Barnaul; il tentativo di passare l'incarico alla fabbrica numero 37 di Mosca non ebbe seguito. Il 13 ottobre 1941 la GOKO inoltrò un ordine per l'edificazione di due stabilimenti a Barnaul, uno preposto alla fabbricazione del T-50 e l'altro esclusivamente per i motori Diesel ma, nel gennaio 1942, ogni progetto in merito fu sospeso e poi cancellato per rivolgere ogni sforzo degli impianti di Omsk alla fabbricazione dei T-34.
La produzione complessiva del T-50 rimase al di sotto delle settanta unità: prima dello sgombero erano stati costruiti cinquanta/quarantotto esemplari e altri quindici furono completati a Omsk ma non armati Il totale di veicoli consegnati oscilla dunque tra i sessantacinque e i sessantanove carri armati, comprendendo anche i prototipi.

### Impiego operativo
A quanto sembra l'intera serie di T-50, inquadrata in una brigata corazzata, partecipò soltanto alle operazioni nella zona dell'istmo careliano contro la Finlandia, che aveva attaccato l'URSS a fine giugno 1941 per riprendere i territori ceduti ai sovietici a seguito della guerra d'inverno (1939-1940). Comunque l'utilizzo del T-50 fu limitato: sebbene fosse più manovrabile del T-34 e potesse contare su un capocarro del tutto rivolto al suo compito, per l'autunno 1941 l'Unione Sovietica stava già ricevendo i Mk III Valentine dagli occidentali, dalle caratteristiche molto vicine al loro mezzo d'appoggo fanteria: questo fatto, unitamente alla mancanza di ditte specializzate nel costruire il motore W-4, decise il destino del T-50, che fu presto ritirato dal servizio attivo.
Anche l'Object 211, il progetto concorrente poi scartato, fu gettato in battaglia: l'unica differenza con il T-50 era nel peso più contenuto ma per il resto era identico. Combatté per la difesa di Leningrado e forse non sopravvisse agli scontri, in quanto un bollettino militare lo indica come disperso in azione.

## Caratteristiche

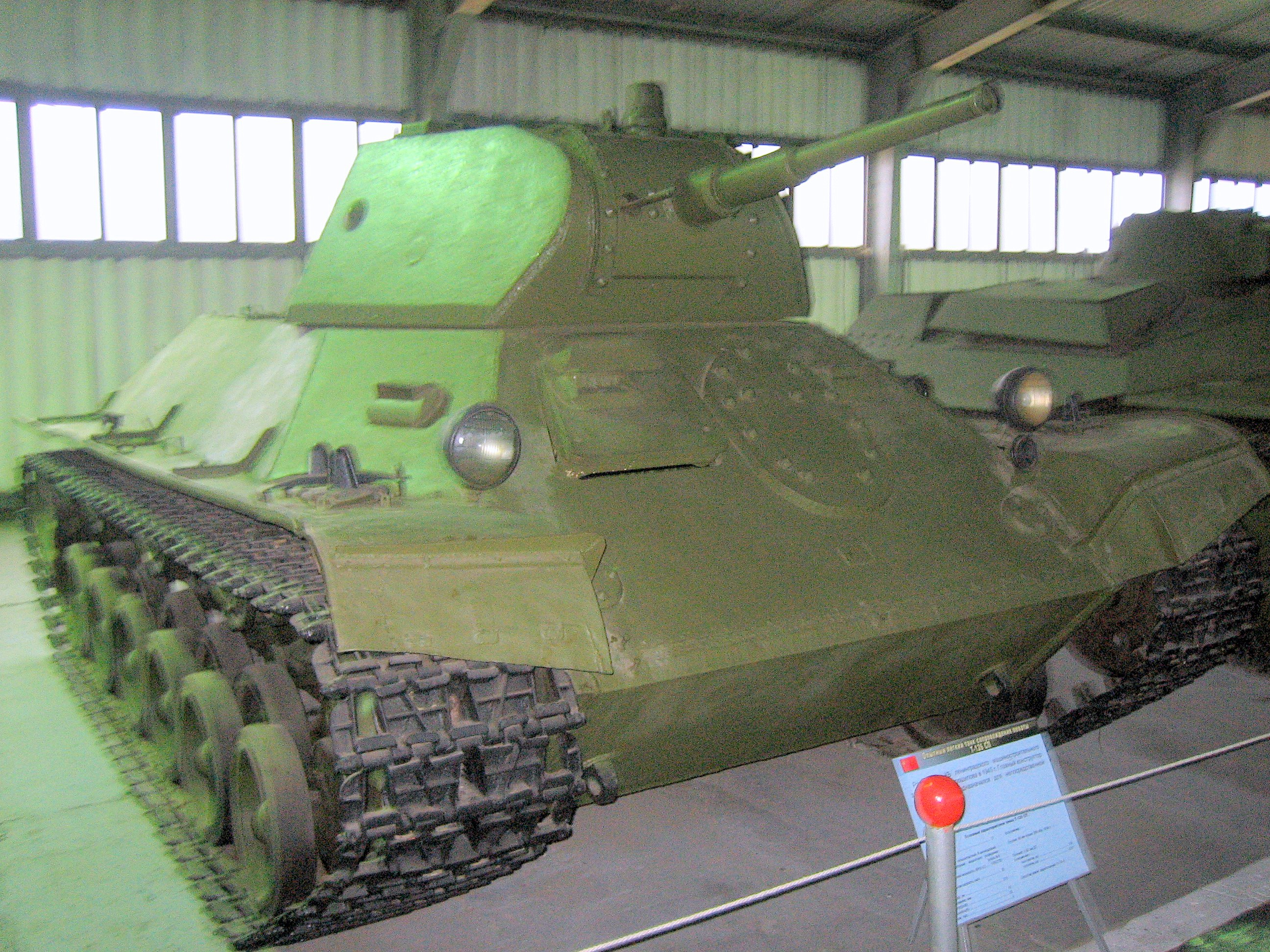
Il prototipo T-126 SP, oggi conservato al Museo dei corazzati di Kubinka

Il modello definitivo di T-50 era praticamente uguale al prototipo, con un minore peso di 13,5 tonnellate che si tradusse in una più contenuta pressione al suolo di 0,57 kg/cm². La modifica più radicale riguardò la sostituzione del motore, installato nel vano posteriore, con un W-4 a quattro tempi e sei cilindri erogante 300 hp: grazie anche alla diminuzione della mole, poteva spingere il veicolo a una velocità massima di 60 km/h su strada; su terreni sconnessi le prestazioni erano altrettanto buone con punte di 40 km/h. Grazie al generoso serbatoio da 350 litri, il raggio operativo arrivava a 350 chilometri su asfalto a media velocità, prestazioni che si riducevano a circa 280 chilometri se la marcia avveniva fuoristrada. Sebbene potente, questo apparato era per contro costoso e dette prova di una persistente inaffidabilità che i sovietici non furono mai in grado di risolvere completamente.
Il treno di rotolamento contava sei ruote portanti in solo acciaio, assicurate ognuna a sospensioni a barre di torsione con un ammortizzatore sistemato sul lato interno (tra ruota e scafo); la corsa superiore dei cingoli larghi 430 mm era sostenuta da tre rulli e la trazione era posteriore: la ruota motrice aveva un volano rimuovibile. La trasmissione consisteva in un innesto a frizione a due dischi, un cambio a quattro velocità e frizioni a disco multiplo laterali. Questa meccanica, di eccellente progettazione, rese in grado il T-50 di superare durante i collaudi pendenze di 35°, guadare oltre 1 metro d'acqua, superare trincee larghe fino a 2,20 metri e sormontare ostacoli da 70 centimetri.
Scafo e telaio era costruiti esclusivamente mediante saldatura. Considerato il ruolo di appoggio alla truppe appiedate, le protezioni furono particolarmente curate: fronte e lati avevano corazzature da 37 mm, il retro era protetto da due lastre da 25 mm e da 37 mm; anche cielo e fondo dello scafo avevano blindature non omogenee, da 12 e 15 mm. Il T-50 era perciò capace di resistere ai proiettili da 37 mm, calibro ancora diffuso tra l'artiglieria controcarri, fino a 500 metri distanza. La torretta tronco-conica, con pianta a ferro di cavallo, presentava un portello corazzato posteriore e una cupola esagonale dotata di sei visori, completi di portellini blindati. Ottenuta con una colata in uno stampo, aveva il frontale stondato e spesso 37 mm, lati, retro e tetto da 15 mm (secondo una fonte, tuttavia, anche i fianchi erano spessi 37 mm e un'altra parla di corazzature da 41 mm, senza specificare su quale lato).

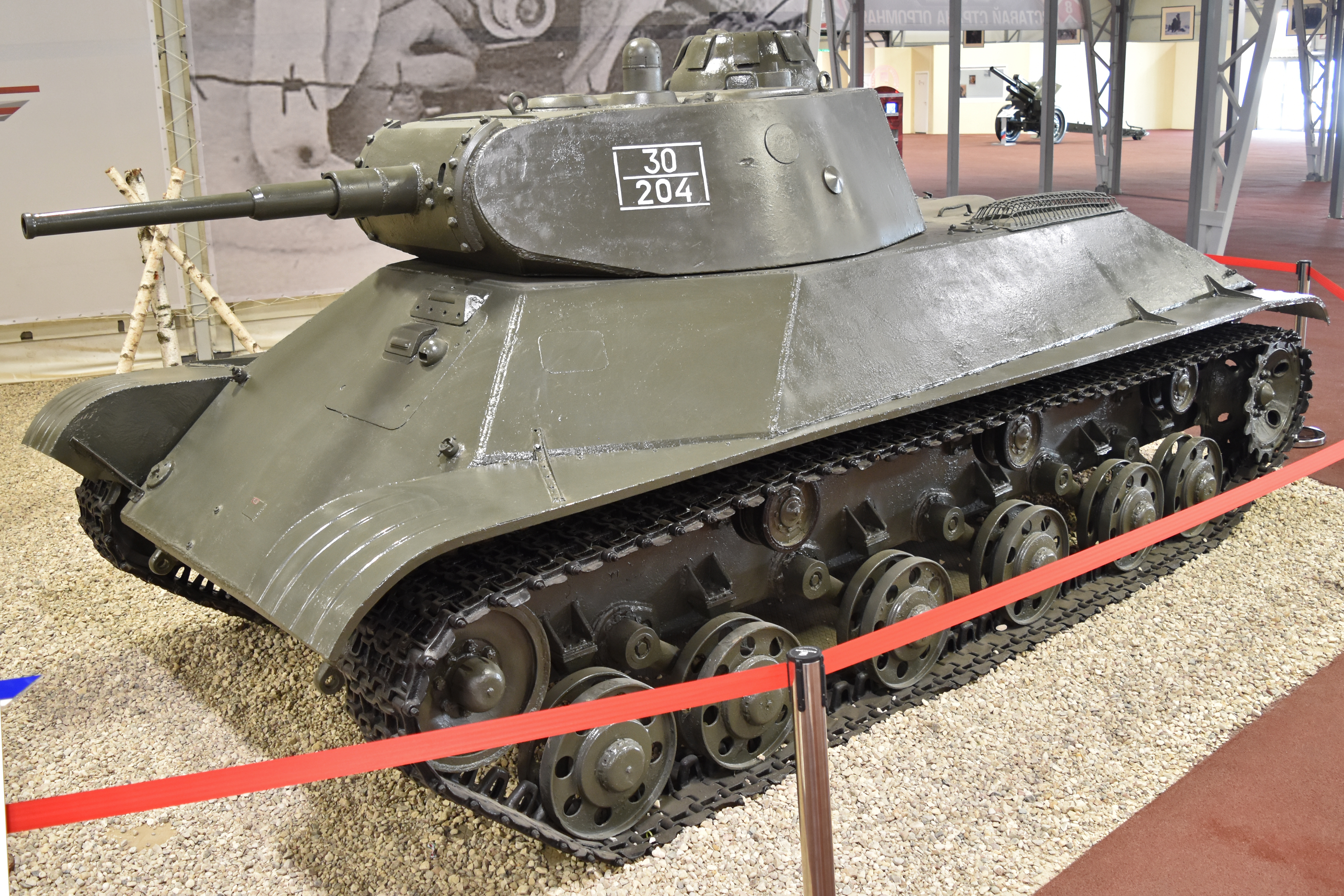
L'esemplare in esposizione al Museo dei corazzati di Kubinka: è possibile osservare la caratteristica cupola e la meccanica

In torretta fu concentrato l'armamento a scapito dell'abitabilità: il cannone adoperato era il M1932/38 20-K da 45 mm lungo 46 calibri (L/46) il cui rateo di fuoco era compreso tra i sei e i dodici colpi al minuto. La gittata massima arrivava a 4 200 metri e l'alzo copriva dai -6 ai +22°. Varie le munizioni disponibili: quella ad alto esplosivo pesava 2,15 chili e raggiungeva una velocità alla volata di 335 m/s; il proiettile perforante BR-240 da 1,43 chili arrivava a 760 m/s e perforava una corazza spessa 42 mm da 100 metri, spessa 35 mm da 500 metri; infine la granata BR-240P APCR, perforante era in grado di trapassare una piastra verticale spessa 80 mm anche da 500 metri. Fu fornito in ridottissime quantità anche un proietto a mitraglia, ma sembra che sia stato visto molto di rado in azione. La punteria consisteva in mirini ottici M/30 oppure TOP, che erano già stati utilizzati rispettivamente sul T-26 e sui BT-5; talvolta erano coadiuvati da periscopi con reticoli di mira PT-1 e PT-4. La mitragliatrice Degtjarëv DT da 7,62 mm in casamatta fu eliminata e, quale arma di difesa a breve distanza, rimase la DT coassiale al cannone: la mitragliatrice aveva una cadenza di fuoco teorica di 650 colpi al minuto. In totale erano trasportabili 4 000 cartucce e 150 granate.
Il T-50 era manovrato da un equipaggio di quattro uomini, dei quali tre trovavano posto in torretta: capocarro, cannoniere e servete. Il capocarro, dunque, era libero di concentrarsi nel suo compito. Tutti gli esemplari erano stati dotati di una radio 9R e di un interfono TPU-3 per parlare con chiarezza agli altri carristi. Il pilota era seduto nello scafo, al centro della sovrastruttura, e per l'osservazione dell'esterno disponeva di un periscopio girevole. Quando il veicolo non era in battaglia si poteva aprire un portello blindato dotato di feritoia.

## Versioni
Durante in ciclo produttivo una parte dei T-50 fu dotata di corazzature aggiuntive che aumentarono lo spessore massimo a 57 mm: non furono però assegnate particolari designazioni per distinguere i due modelli e, quindi, non è noto l'esatto numero dell'uno o dell'altro. Una volta terminata la produzione fu proposto di riarmare i coriacei T-50 con lo ZiS-4 da 57 mm, eccellente arma anticarro, idea poi scartata e mai collaudata.

## Altri utilizzatori
Finlandia

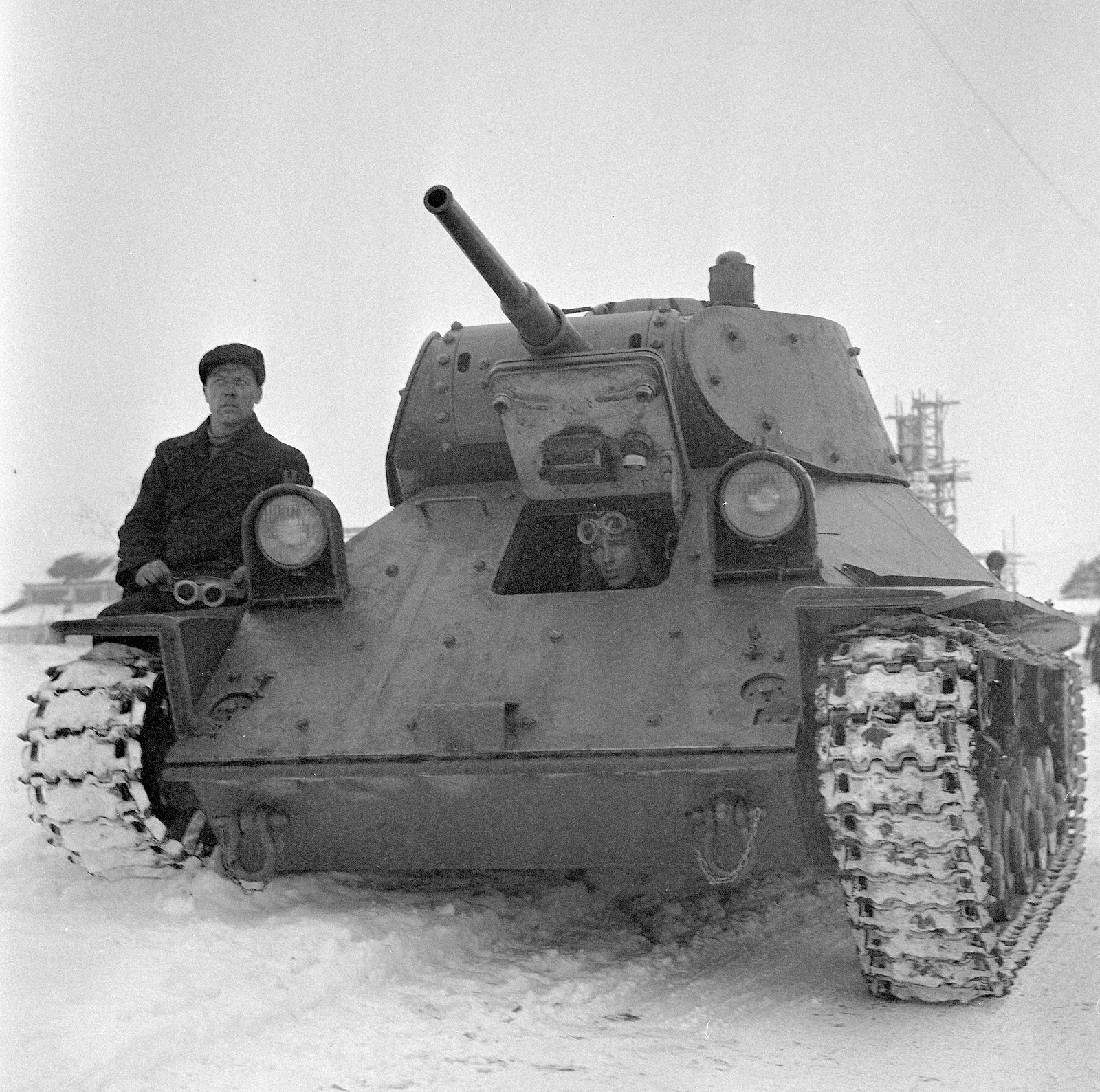
Il T-50 catturato dai finlandesi ripreso durante la guerra

- Nel luglio 1941 i finlandesi avvistarono per la prima volta un T-50. Entro la fine dell'anno riuscirono a catturarne uno vicino Petrozavodsk, costruito dalla Kirov: questo veicolo in particolare aveva due mitragliatrici coassiali anziché una ed era stato equipaggiato con lastre da 14 mm (fissate con rivetti) sul frontale dello scafo e ai fianchi della torretta. Pesava 14,5 tonnellate e raggiungeva la velocità massima di 37 km/h (25 km/h fuoristrada). I finlandesi lo ripararono, lo immatricolarono R-110 e nel febbraio 1942 lo inserirono nei ranghi della compagnia carri pesanti dell'unico battaglione corazzato a loro disposizione; a marzo fu trasferito nella 3ª Compagnia, nell'ottica della riorganizzazione del battaglione in brigata, e usato prevalentemente dal comandante di compagnia. Il carro ricevette due soprannomi: "Niki" fu coniato dal suo equipaggio ma quello più noto era Pikku-Sotka ("piccolo moriglione") che faceva riferimento alla somiglianza con il T-34. La manutenzione del T-50 non fu facile ma i finlandesi continuarono a usarlo: il 25 giugno 1944 prese parte al contrattacco contro le posizioni sovietiche a Portinhoikka, nel contesto della battaglia di Tali-Ihantala; ma, durante i combattimenti, il carro accusò malfunzionamenti all'apparato motore che le officine mobili non furono in grado di risolvere. Fu perciò spedito al centro riparazioni installato a Varkaus, pare senza essere riparato. Il T-50 finnico fu rimosso dal servizio nel 1955 e donato al museo di Parola, dove si trova tuttora.[2]